# Бородастик вогнистоголовий
Бородастик вогнистоголовий (Megalaima rafflesii) — вид птахів ряду дятлоподібних (Piciformes) родини бородастикових (Megalaimidae). 

## Поширення
Він мешкає в Брунеї, Індонезії, Малайзії, М'янмі, Сінгапурі і Таїланді. Його природними місцями проживання є субтропічні і тропічні вологі низинні ліси і плантації. Він перебуває під загрозою зникнення через втрату місць проживання.

## Опис
Megalaima rafflesii завдовжки 25 см. Він, як і інші азійські дятли, переважно зеленого кольору. Він має гострий, темний дзьоб з щетинками біля основи. Характерним для цього птаха виявлені є відносно невелика жовта пляма на щоці і червона корона на голові.

## Живлення
Основу раціону включають сухопутні равлики роду Amphidromus. 